# Мельников, Алексей Иванович
Алексей Иванович Мельников (1918—1945) — красноармеец Рабоче-крестьянской Красной Армии, участник Великой Отечественной войны, Герой Советского Союза (1945).

## Биография
Алексей Мельников родился 14 октября 1918 года в деревне Савиной (ныне — Тобольский район Тюменской области). Окончил начальную школу. С раннего возраста работал в родительском хозяйстве, затем в колхозе, кочегаром на пароходе. В 1939 году Мельников был призван на службу в Рабоче-крестьянскую Красную Армию. С января 1944 года — на фронтах Великой Отечественной войны.
К январю 1945 года красноармеец Алексей Мельников был старшим разведчиком-наблюдателем 98-й тяжёлой гаубичной артиллерийской бригады 1-й гвардейской артиллерийской дивизии прорыва 13-й армии 1-го Украинского фронта. Отличился во время освобождения Польши. 25 января 1945 года Мельников одним из первых переправился через Одер в районе Сцинавы и корректировал огонь одного из дивизионов бригады по немецким войскам, что способствовало успешному захвату и удержание плацдарма на западном берегу реки. В рукопашной схватке он лично уничтожил четыре немецких солдата. В тех боях он получил ранение, но продолжал сражаться, пока вновь не был ранен, на сей раз тяжело. От полученных ранений умер в госпитале 6 февраля 1945 года. Похоронен в польском городе Жмигруд.
Указом Президиума Верховного Совета СССР от 10 апреля 1945 года за «образцовое выполнение боевых заданий командования на фронте борьбы с немецкими захватчиками и проявленные при этом мужество и героизм» красноармеец Алексей Мельников посмертно был удостоен высокого звания Героя Советского Союза. Также посмертно был награждён орденом Ленина.